# الليلة الثانية بعد الألف (مسلسل)
الليلة الثانية بعد الألف مسلسل سوري تاريخي كوميدي، من بطولة الممثلين أمل عرفة وعابد فهد بدوري (شهريار الملك وجاريته شهرزاد) شخصيتا الحكاية الشهيرة ألف ليلة وليلة إلى جانب عدد من الممثلين منهم أيمن رضا وعبدالمنعم عمايري ومن إخراج عامر فهد.إنتاج إيبلا الدولية للإنتاج السينمائي والتلفزيوني.

## نبذة
يتحدث المسلسل عن بدء ليلة جديدة من ليالي حكايات ألف ليلة وليلة، وهي الثانية بعد الألف، حيث يختلط فيها زمان السطان شهراير بزماننا هذا (القرن الواحد والعشرين)، وتتم مقارنة الأحداث ببعضها، في إطار من النقد والسخرية.

## البث
عرض المسلسل في شهر رمضان من عام 2007 على الفضائية السورية.
وعلى غيرها من القنوات.